# Rebollar (Soria)
Pour les articles homonymes, voir Rebollar.
Rebollar est une commune espagnole de la province de Soria en Castille-et-León.